# Seni paranasali

Seni paranasali

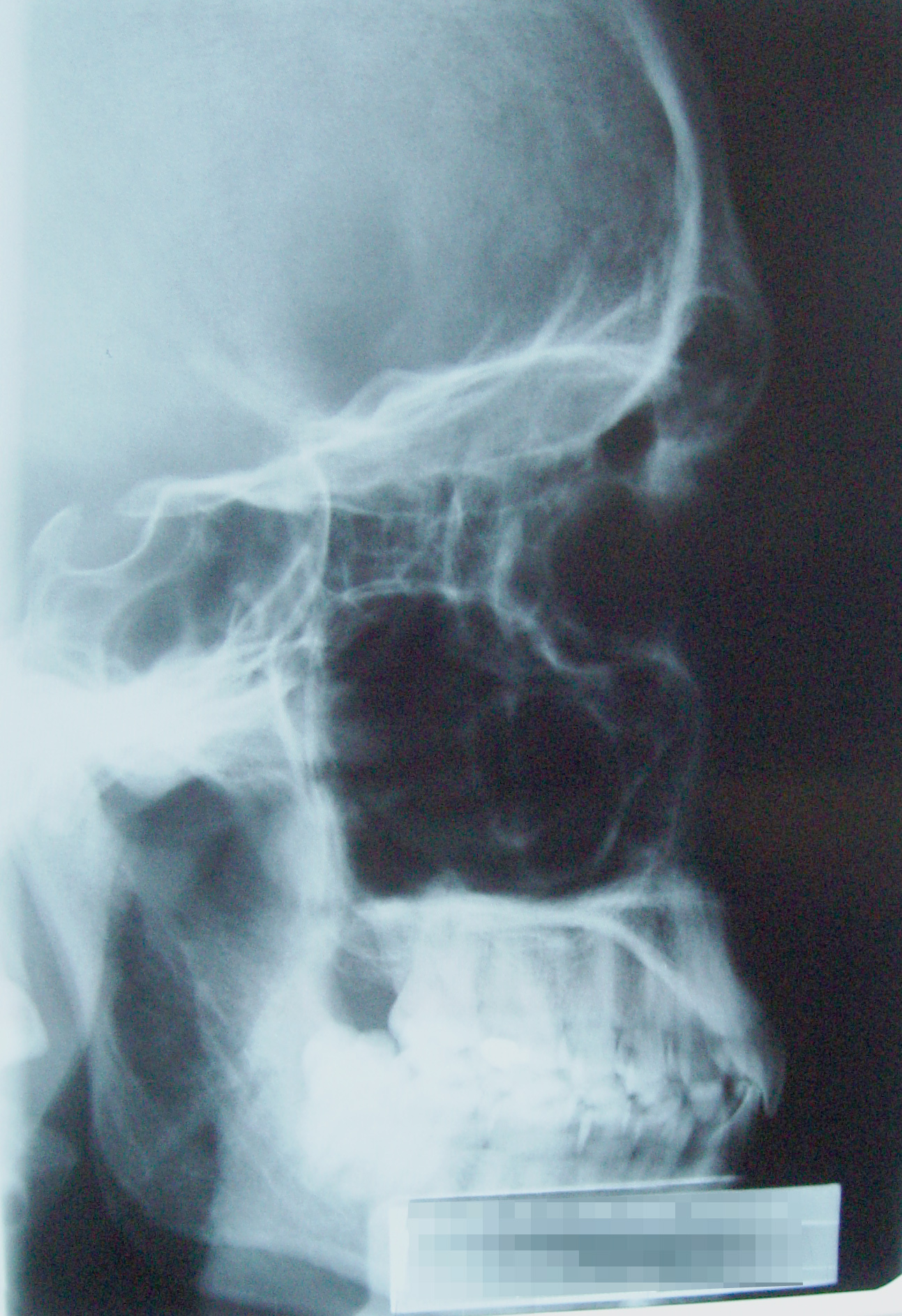
Radiografia laterale dei seni paranasali

I seni paranasali (lat. sinus paranasales) sono quattro paia di cavità all'interno delle ossa del massiccio facciale, comunicanti tramite canali ossei ed orifizi con le cavità nasali, che a loro volta possono comunicare con l'esterno.

## Nell'uomo
Gli umani posseggono molti seni paranasali, divisi in sottogruppi che prendono il nome dalla posizione in cui giacciono i seni:
- i seni mascellari (lat. sinus maxillares), chiamati anche antri mascellari, sono i più grandi e giacciono all'interno delle ossa mascellari
- i seni frontali (lat. sinus frontales) sono situati a livello dell'omonima regione, nell'osso frontale
- i seni etmoidali (lat. sinus ethmoidales), o cellette etmoidali, o cellule etmoidali[1], sono formati da piccole cavità che si costituiscono all'interno dell'osso etmoide o tra etmoide e frontale; sono distinguibili in anteriori, medi e posteriori.
- i seni sfenoidali (lat. sinus sphenoidales), nell'osso sfenoide al centro del cranio, sotto la ghiandola pituitaria

I seni sono ricoperti da un epitelio respiratorio ciliato, pseudostratificato e colonnare.

### Comunicazione
Si aprono all'interno delle cavità nasali tramite delle aperture, i meati, situati al di sotto di processi ossei detti cornetti (superiore, medio ed inferiore). Rispettivamente si aprono:
- con il meato superiore, sotto il cornetto superiore, le cellette etmoidali posteriori, il seno sfenoidale (nel recesso sfenoetmoidale)
- con il meato medio, sotto il cornetto medio, i seni frontali e mascellari, le cellette etmoidali medie e anteriori
- con il meato inferiore, sotto l'omonimo cornetto, si apre invece il canale nasolacrimale che mette in comunicazione la cavità orbitaria con quella nasale.

### Sviluppo
I seni si sviluppano nel feto, grazie all'espansione di sacche piene d'aria nelle fosse nasali, chiamate diverticoli pneumatici. La formazione continua anche dopo la nascita.

## Negli animali
Molti animali posseggono seni paranasali, per esempio molti mammiferi, uccelli, dinosauri non volanti e coccodrilli. Ma la posizione dei seni nelle ossa è abbastanza variabile.

Seni paranasali: 1. seni frontali, 2. seni etmoidali (cellette etmoidali), 3. seni sfenoidali, 4. seni mascellari

## Funzioni biologiche
Il ruolo dei seni è dibattuto. Sono state proposte queste funzioni:
- far diminuire il peso delle ossa del cranio, specie quella della faccia: la struttura delle ossa facciali è importante, poiché su esse si appoggiano i numerosissimi muscoli che regolano le espressioni facciali, strumento comunicativo
- incrementare la risonanza della voce
- fornire un cuscinetto per aumentare la resistenza delle ossa ai colpi facciali
- isolare le strutture sensibili, come le radici dei denti e gli occhi, dalle fluttuazioni rapide di temperatura che dall'esterno giungono fino alla fossa nasale
- umidificare e riscaldare l'aria inalata, mediante il meccanismo di lento ricambio dell'aria contenuta nei seni

## Patologie
I seni paranasali sono collegati alla cavità nasale attraverso piccoli orifizi chiamati osti. Vengono facilmente ostruiti da infiammazioni allergiche o dal rigonfiamento della mucosa nasale causato dal comune raffreddore. Quando ciò avviene il normale drenaggio del muco dentro i seni è ostacolato e disturbato. L'infiammazione delle mucose dei seni porta allo sviluppo di una patologia molto diffusa e comune, la sinusite.
Queste condizioni patologiche possono essere trattate con farmaci come la pseudoefedrina, che riduce l'umidità all'interno del naso, o con tradizionali tecniche di lavaggio nasale.
Le neoplasie maligne dei seni paranasali sono circa lo 0,2% di tutte le neoplasie. Circa l'80% colpisce i seni mascellari. Quelle dei seni sfenoidale e frontale sono estremamente rare.

## Altri seni
Quelli paranasali non sono gli unici seni del cranio: le celle mastoidee, che si trovano nel processo mastoideo dell'osso temporale, attorno all'orecchio medio, sono un altro gruppo di seni.

## Etimologia
Seno viene dal latino sinus che significa piega o tasca; in particolare indicava la tasca frontale di una toga.